# Římskokatolická farnost Častrov
Římskokatolická farnost Častrov je územním společenstvím římských katolíků v rámci pelhřimovského vikariátu českobudějovické diecéze.

## O farnosti

### Historie
V roce 1350 je v Častrově doložen kostel, zasvěcený svatému Mikuláši z Myry a při něm plebánie. Plebánie v pozdější době zanikla. Častrov byl tehdy přifařen ke Kamenici nad Lipou. V roce 1761 byla obnovena samostatná farnost a začaly být vedeny samostatné matriky.

#### Přehled duchovních správců
- 1761–1763 R.D. Václav Křepelka (farář)
- 1763–1810 R.D. Vojtěch Krumpholtz (farář)
- 1810–1839 R.D. Martin Lusk (farář)
- 1839–1870 R.D. Jan Ballek (farář)
- 1870–1908 R.D. Josef Fabian, osobní děkan (farář)
- 1908–1914 R.D. Josef Brčák (farář)
- 1914–1966 R.D. Jan Tichý (farář)
- 1966–1968 R.D. Jan Paclík (ex currendo z Žirovnice)
- 1968–1969 P. Josef Břicháček, CSsR (ex currendo z Veselé)
- 1969–1974 R.D. Václav Roubal (ex currendo z Veselé)
- 1974–1991 R.D. František Brož (ex currendo z Počátek)
- 1991–2010 R.D. Vendelín Zboroň (administrátor ex currendo, 1991–2000 z Žirovnice, poté z Počátek)
- 2010–2015 R.D. Edward Emil Maka (administrátor ex currendo z Počátek)
- 2015–2017 D. Augustin Ján Grambál, O.Praem. (administrátor ex currendo z Počátek)
- od r. 2017 R.D. Mgr. Václav Šika (administrátor ex currendo z Kamenice nad Lipou)

### Současnost
Farnost je administrována ex currendo z Kamenice nad Lipou.
| Fotografie | Kostel              | Místo   | Bohoslužba             | Bohoslužba             | Poznámka     |
| ---------- | ------------------- | ------- | ---------------------- | ---------------------- | ------------ |
|            | Kaple               | Ctiboř  | neslouží se pravidelně | neslouží se pravidelně | obecní kaple |
|            | Kostel sv. Mikuláše | Častrov | neděle sudý čtvrtek    | 11.00 16.00            | farní kostel |
|            | Kaple               | Pelec   | neslouží se pravidelně | neslouží se pravidelně | obecní kaple |
|            | Kaple               | Perky   | neslouží se pravidelně | neslouží se pravidelně | obecní kaple |